# Mona Mårtenson
Mona Mårtenson (née le 4 mai 1902 à Stockholm et morte le 8 juillet 1956 dans cette même ville) est une actrice suédoise. 

## Biographie
Mona Mårtenson a tourné 28 films entre 1923 et 1949.

## Filmographie

### Cinéma
- 1923 : Anderssonskans Kalle på nya upptåg (en) de Sigurd Wallén : Ruth Graha
- 1924 : La Légende de Gösta Berling de Mauritz Stiller : Ebba Dohna
- 1924 : Livet på landet (en) d'Ivan Hedqvist : Louise Hawermann
- 1925 : Charles XII de John W. Brunius : Anna Ulfclou
- 1925 : Les Maudits (Ingmarsarvet) de Gustaf Molander : Gertrud Storm
- 1925 : Skeppargatan 40 (en) de Gustaf Edgren : Ruth Frendin
- 1926 : Bröllopet i Bränna (sv) d'Erik A. Petschler : Prästgårds-Clara
- 1926 : Vers l'Orient (Till österland) de Gustaf Molander : Gertrud
- 1927 : Lèvres closes (Förseglade läppar) de Gustaf Molander : Angela
- 1928 : Viddenes folk (en) de Ragnar Westfelt : Nina
- 1929 : Die Frau im Talar (en) d'Adolf Trotz : Agda, Rolfs Kusine
- 1929 : Laila (en) de George Schnéevoigt : Laila
- 1930 : Eskimo de W. S. Van Dyke : Eukaluk
- 1931 : I kantonnement (en) de Lau Lauritzen : Den unge pige
- 1934 : Simon i Backabo (en) de Gustaf Edgren : Mary Haglund
- 1938 : I nöd och lust (en) d'Ivar Johansson : Anna Ruud
- 1938 : Karriär (en) de Schamyl Bauman : Actrice
- 1940 : Västkustens hjältar (en) de Lau Lauritzen Jr. : Anna Olsson
- 1941 : Bara en kvinna (en) d'Anders Henrikson : Journaliste
- 1941 : Det sägs på stan (en) de Per Lindberg : Mrs. Törring
- 1942 : Gula kliniken (en) d'Ivar Johansson : Mme Andersson
- 1942 : Vårat gäng (sv) de Gunnar Skoglund : (non créditée)
- 1944 : Lilla helgonet (sv) de Weyler Hildebrand (en) : Sœur Marianne (non créditée)
- 1944 : Mitt folk är icke ditt (en) de Weyler Hildebrand (en) : Mary Ran
- 1945 : Det var en gång... (sv) d'Arne Bornebusch (en) : Mère
- 1949 : Pippi Långstrump (sv) de Per Gunvall (sv) : Pia

### Courts-métrages
- 1944 : Kurt gör slag i saken